# ジェグォン・キム
ジェグォン・キム（Jaegwon Kim、김재권、金在權、金在権、1934年9月12日 - 2019年11月27日）は、韓国出身のアメリカ合衆国の哲学者。ブラウン大学名誉教授。
日本統治時代の朝鮮（現在の大韓民国）の大邱市）で生まれ、心的因果性や心身問題についての研究が最もよく知られている。キー・テーマとしては、デカルト的形而上学の拒否、厳密な心理的同一性の限界、付随性、出来事の個別化など。以上のテーマや、現代的な形而上学や認識論にかかわる問題などについてのキムの研究は、著書『付随性と心　哲学論文集』（1993年）で詳細に検討されている。

## 経歴
ソウルの大学で2年間、フランス文学を専攻した後、1955年にダートマス大学に入学。すぐにダートマス大学での専攻をフランス語、数学、哲学の3つに変え、学士号を取得した。卒業後、プリンストン大学に進学し、哲学のPh.D.を取得した。
1987年からブラウン大学のウィリアム・ハーバート・ペリー・フォーンス記念哲学教授を務める。スワースモア大学、コーネル大学、ノートルダム大学、ジョンズ・ホプキンス大学、ミシガン大学でも教えたことがある。1988年から1989年まで、アメリカ哲学会中央部会会長。1991年からアメリカ芸術科学アカデミーのフェローを務めた。また、季刊哲学誌『ヌース』の編集委員をエルネスト・ソーサと共に務めている。
キムによれば、彼はカール・ヘンペルとロデリック・チザムの2人から大きな哲学的影響を受けた。ヘンペルにもらった手紙がもとで彼はプリンストン大学進学を決めたのであり、「教育上の影響」を受けた。もっと具体的に言うと、キムは「ひとつの哲学のスタイル」を学んだと言う。すなわち、明晰さと責任ある論証を強調し、博学をひけらかす晦渋な文章や偽りの幽玄は嫌悪するというスタイル」である。チザムからは「形而上学を恐れない」ことを学んだ。形而上学によってキムは、ヘンペルから学んだ「論理実証主義的な研究方法を、形而上学と心の哲学に拡張することができるようになった」。

## 研究
キムの哲学研究の中心は、心の哲学、形而上学、行為理論、認識論、科学哲学などの分野にある。

### 心の哲学
キムは研究者として心身問題にかかわる様々な理論を擁護してきた。最初に擁護したのは一種の同一説で、これは1970年代前半のことである。その後、付随性に大きな信頼を置く、非還元主義的な種類の物理主義に移行した。
その後さらに、心身問題の解決するために十分な説明能力を備えていないという理由で、物理主義の批判に転じた。物理主義批判の論証は2つの最近の研究『物理世界における心』Mind in a Physical World（1998年）および『物理主義あるいはほぼ十分なもの』（2005年）などで読むことができる。キムの考えでは、「物理主義はそのままのかたちでは今後生き残ることはないであろう」。なぜならクオリア（現象的ないし質的な側面から見た心的状態のこと）は物理的状態や物理プロセスには還元できないからである。「現象的な心的特性を機能的に定義することは不可能であり、従って機能的に還元することもできない」。そして、「もしクオリアについて機能的還元がうまくいかないのなら、他のやりかたはない」。ゆえに、物理主義で表現することのできない心の側面というものがあることになる。
キムの現在の立場は、志向的な心的状態（例：信念、欲望）は機能的には神経の働きの帰結に還元できるが、質的ないし現象的な心的状態（例：知覚）は非物理的かつ随伴現象的であり、神経の働きには還元できないという命題を擁護するものである。従ってキムの立場は一種の二元論を擁護するものであるが、ただしキムはほぼ物理主義と言ってもよいと述べている。キムは2008年に韓国の日刊紙『中央日報』に掲載されたインタビューでも、物理主義がなにものにも代え難い最も包括的な世界観であると述べている。
キムはこのインタビューで、心は自然現象であって、超自然的な説明を行っても「謎が深まるばかり」なので、心については自然主義的な説明をしなければならないと述べている。心の本性についての説明は、哲学や心理学よりも自然科学によって可能になるとキムは考えている。

### 形而上学
キムの形而上学研究の最大の焦点は出来事と性質にある。
キムは出来事同一説を展開させたが、最近ではそれを擁護していない。出来事同一説の立場によれば、出来事が同一と言えるのは、同じ時間同じ場所でそれが起こっており、しかも同一の性質を持っている場合に限る。例えば10本の指を振った場合、いくつかの出来事が起こる。偶数本の指を振ることや、5の倍数の数の指を振るという出来事や、10の倍数の数の指を振るという出来事もある。もっとも、この考え方に従うと出来事の数が増えすぎてしまうと批判する意見もある。
またキムの説によれば出来事は構造化されている。キムは出来事の性質例化に訴えた説明によって有名である。出来事は対象、性質、時間ないし時刻系の3つから構成されている。出来事は[x ,P, t]という演算を用いて定義される。
一つの出来事は、存在条件と同一性条件という2つの原理によって定義される。存在条件とは、「[x, P, t]が存在するのは、対象xが時間tにおいて性質Pを体現している場合であり、またその場合に限る」ということである。この条件が満たされなければ一つの出来事とは言えない。同一性条件とは、「[x, P, t]が[y, Q, t`]であるのは、x=y, P=Q, t=t`の場合であり、またその場合に限る」ということである。

### 科学哲学
科学哲学におけるキムの批判対象は、20世紀後半にクワインによって広められた「自然化された」認識論である。キムの論文「『自然化された認識論』とは何か」は大きな反響を得たが、この論文において、「自然化された」認識論とは厳密な意味における認識論ということではない。つまりこの認識論の目的は単に記述的なものであるが、一般に認識論と言えば、認識について規範的要請をすることが期待されているからである。キムによれば認識論には規範的性質が欠かせないので、（人はこのように認識しているというような）単なる記述ではある信念がどうして正当とみなされるのかを説明できない。自然化された認識論はいかに正当化が可能かという問題を解くことができず、それゆえ、認識論についての伝統的アプローチが持っていたような野心を共有しない。記述的信念の地位はどこまでも信念なのであり、認識とは言えない。自然化された認識論は以上の点で、認識論という言葉から期待される問題の解決に役立たない。

## 代表的著作
以下にはジェグォン・キムの著作のうち代表作および邦訳のあるものだけを掲げた。網羅的な著作リストはブラウン大学のキムのサイトを参照。
- 1976年 "Events as Property Exemplifications," in Myles Brand and Douglas Walton, eds., Action Theory, Reidel Publishing Co., 1976. Reprinted in Contemporary Readings in the Foundations of Metaphysics, ed. Cynthia Macdonald and Stephen Laurence (Oxford: Blackwell, 1998).
「性質例化としての出来事」、柏端達也・青山拓央・谷川卓編訳『現代形而上学論文集』勁草書房、2006年
- 1984年 "Epiphenomenal and Supervenient Causation," Midwest Studies in Philosophy, Vol. 9, 1984, pp. 257-70.
金杉武司訳「随伴的かつ付随的な因果」、信原幸弘編『シリーズ心の哲学3翻訳篇』勁草書房、2004年
- 1988年 "What is 'Naturalized Epistemology'?," Philosophical Perspectives, Vol. 2 (1988): 381-405.
- 1993年 Supervenience and Mind, Cambridge University Press.
- 1998年 Mind in a Physical World, MIT Press.
太田雅子訳『物理世界のなかの心ー心身問題と心的因果』勁草書房、2006年
- 2005年 Physicalism, or Something Near Enough, Princeton University Press. (Chapter 1 PDF)
- 2006年 Philosophy of Mind, 2nd ed., Westview Press.